# Aeridinae
Sous-tribu
Synonymes
Sarcanthinae Benth. (1881)
Les Aeridinae  sont une sous-tribu de plantes à fleurs de la famille des Orchidaceae, de la sous-famille des Epidendroideae et de la tribu des Vandeae.
Le genre type est Aerides. La sous-tribu regroupe des genres importants sur le plan économique tels que Phalaenopsis.

## Liste des genres
- Acampe
- Adenoncos
- Aerides
- Amesiella
- Arachnis
- Biermannia
- Bogoria
- Brachypeza
- Calymmanthera
- Ceratocentron
- Chamaeanthus
- Chiloschista
- Chroniochilus
- Cleisocentron
- Cleisomeria
- Cleisostoma
- Cleisostomopsis
- Cottonia
- Cymbilabia
- Deceptor
- Dimorphorchis
- Diplocentrum
- Diploprora
- Dryadorchis
- Drymoanthus
- Dyakia
- Eclecticus
- Gastrochilus
- Grosourdya
- Gunnarella
- Holcoglossum
- Hymenorchis
- Jejewoodia
- Luisia
- Macropodanthus
- Micropera
- Microsaccus
- Mobilabium
- Omoea
- Ophioglossella
- Papilionanthe
- Papillilabium
- Paraphalaenopsis
- Pelatantheria
- Pennilabium
- Peristeranthus
- Phalaenopsis
- Phragmorchis
- Plectorrhiza
- Pomatocalpa
- Porrorhachis
- Pteroceras
- Renanthera
- Rhinerrhiza
- Rhynchogyna
- Rhynchostylis
- Robiquetia
- Saccolabiopsis
- Saccolabium
- Santotomasia
- Sarcanthopsis
- Sarcochilus
- Sarcoglyphis
- Sarcophyton
- Schistotylus
- Schoenorchis
- Seidenfadenia
- Smithsonia
- Smitinandia
- Stereochilus
- Taeniophyllum
- Taprobanea
- Thrixspermum
- Trachoma
- Trichoglottis
- Tuberolabium
- Uncifera
- Vanda
- Vandopsis

## Publication originale
- Ernst Hugo Heinrich Pfitzer, Entwurf einer natürlichen Anordnung der Orchideen (Entwurf. Anordn. Orch.), janvier-avril 1887, p. 108. .